# 山北駅
山北駅（やまきたえき）は、神奈川県足柄上郡山北町山北にある、東海旅客鉄道（JR東海）御殿場線の駅である。駅番号はCB06。

## 概要
山北町の中心部である山北地区に位置する駅。開業は1889年（明治22年）2月で、1987年（昭和62年）4月の国鉄分割民営化により運営事業者は日本国有鉄道（国鉄）からJR東海に代わった。かつては山北機関区を擁する山越えの拠点駅であり、山間部にありながらも山北は鉄道の町として栄えた。
急行列車が停車していた時代もあったが、現在は普通列車のみの停車駅であり、小田急から乗り入れる特急ふじさん号も通過する。当駅で折り返す国府津駅方面行きの列車もあり、かつては東京駅から東日本旅客鉄道（JR東日本）の車両による直通もあったが、2012年のダイヤ改正で廃止された。
御殿場線の途中駅の中で、丹那トンネル開通以前に東海道本線の駅として開業した7駅の一つである。

## 歴史
1889年（明治22年）に開業した国府津駅 - 沼津駅間の東海道本線は、現行の熱海駅経由のルートでは山岳地帯を通過することから建設が困難とされたため、御殿場駅を経由するルートで建設された。そのため、山北駅も東海道本線の駅として開設された。
御殿場経由のルートには25パーミル（1000 m進むと25 m標高が上がる勾配）という鉄道にとっては厳しい勾配区間が連続し、補助機関車（補機）による補助なしでは通過できなかった。山北駅では国府津方面から沼津方面へ向かう下り列車に補機を連結する作業が行われ、その補機の機関区が駅構内に設置された。鉄道が開通するまで何もなかった山間の集落は、「函嶺越え」の要衝の駅を擁する町となり、活況を呈するようになった。大正から昭和初期にかけての最盛期には、650人もの職員が駅や機関区などで働いていたと言われる。
山北駅は、補機連結のほか、蒸気機関車に石炭や水を供給する役割も担ったため、急行列車も必ず停車していた。停車列車が増加すると、鮎寿司の駅弁や山北産のみかんが販売されるようになった。機関区では多くの蒸気機関車が待機し、大量の煙を上げていたために、「山北の雀は色が黒い」という言葉があったほどである。
しかし、1934年（昭和9年）の丹那トンネル開通を機に、駅の賑わいは消えていった。トンネルの開通によって東海道本線が熱海経由のルートに変更され、山北を通る路線が「御殿場線」という地方路線となったためである。停車する旅客列車・貨物列車の本数は削減され、それに伴って駅員・機関区の機関士も削減されていった。1943年（昭和18年）には御殿場線の資材供出に伴う単線化と、山北機関区の廃止がなされた。
その後、駅裏手の機関区跡地には公園（山北鉄道公園）が設けられ、御殿場線で使用されたD52形70号機が静態保存されている。こちらを動態化させる町の「奇跡の復活事業」の一環として2016年（平成28年）3月18日には圧縮空気による試運転が行われた。町は新たな観光資源としてSL動態化に着目し、国の「地方創生」事業にも認められ、前年から着手。最終的には本線への復帰も考えられているという。

### 年表
- 1889年（明治22年）2月1日：官設鉄道の駅として、国府津駅 - 静岡駅間の開通時に開業。旅客・貨物営業を開始[1]。
- 1901年（明治34年）
  - 2月5日：国府津駅 - 当駅間複線化、単線・複線の切替駅となる。
  - 6月11日：当駅 - 小山駅（現・駿河小山駅）間複線化。
- 1909年（明治42年）10月12日：線路名称制定、当駅を通る路線を東海道本線と命名[4]。
- 1934年（昭和9年）12月1日：熱海駅 - 沼津駅間開通に伴い、東海道本線国府津駅 - 当駅 - 沼津駅間は御殿場線に改称[5]。
- 1943年（昭和18年）
  - 5月15日：山北機関区廃止。
  - 7月11日：御殿場線単線化。
- 1968年（昭和43年）4月27日：御殿場線国府津駅 - 御殿場駅間電化に伴い、構内を電化。
- 1979年（昭和54年）3月31日：車扱貨物の取扱いを廃止[1]。
  - 廃止時期は不明だが、駅近くに工場がある三菱瓦斯化学（旧・三菱江戸川化学）の専用線が接続していた[6]。また、過酸化水素水専用車など三菱瓦斯化学保有のタンク車が当駅を常備駅としていた。
- 1984年（昭和59年）2月1日：荷物の取扱いを廃止[1]。
- 1987年（昭和62年）4月1日：国鉄分割民営化に伴い、東海旅客鉄道（JR東海）の駅となる[1]。
- 1991年（平成3年）3月16日：急行「あさぎり」廃止に伴い、優等列車の停車が消滅。
- 1998年（平成10年）3月14日：駅員の配置時間を12時間に変更、夜間無人駅に[注釈 2][7]。
- 2012年（平成24年）
  - 3月17日：直営駅より無人駅へ変更となる[8]。
  - 5月26日：山北町がNPO法人「情緒豊かな町づくり」に切符販売等を委託する[8][9]。
- 2019年（平成31年）3月2日：ICカード「TOICA」の利用が可能となる[10]。

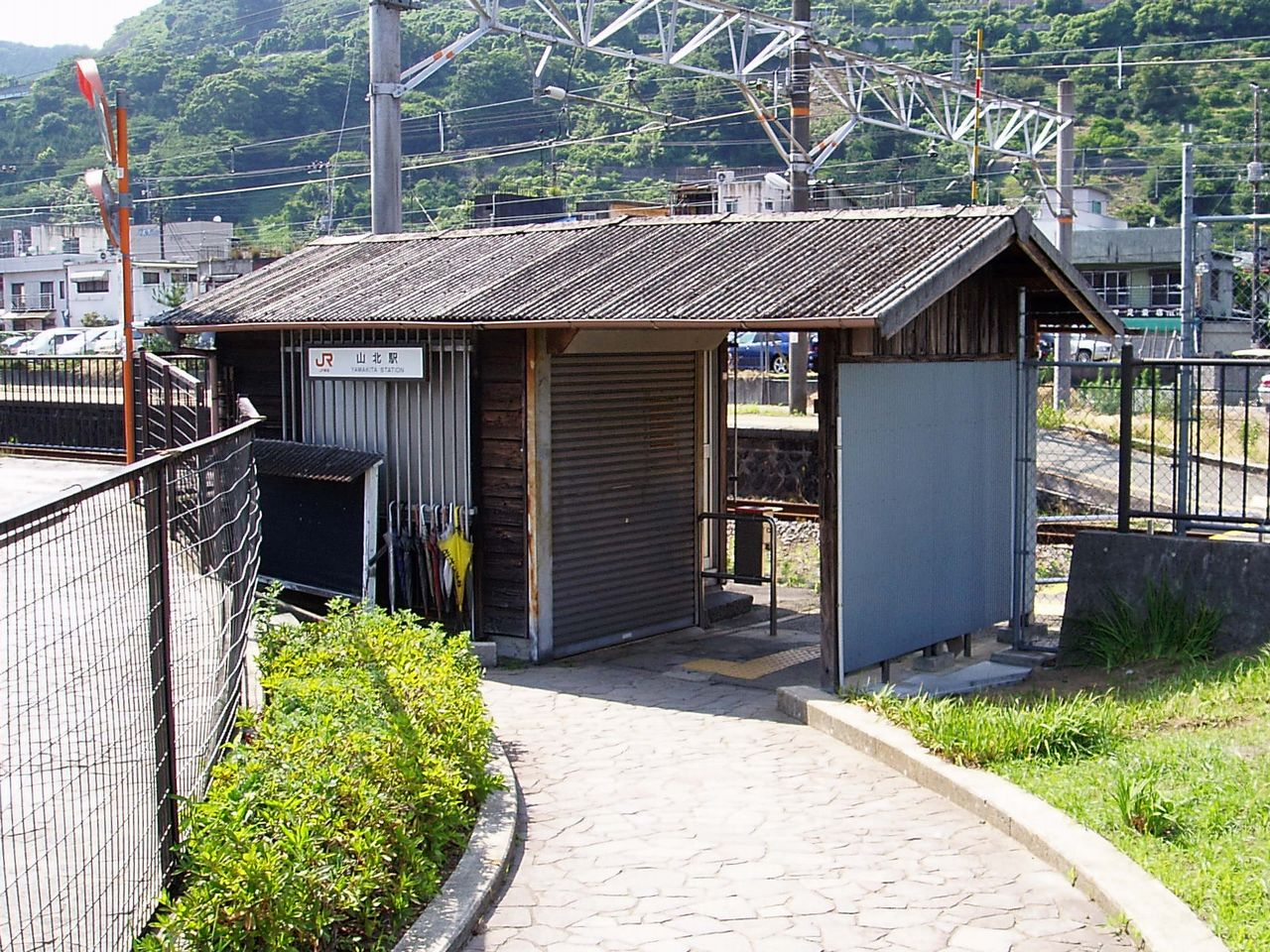
改修前の南口（2007年6月）
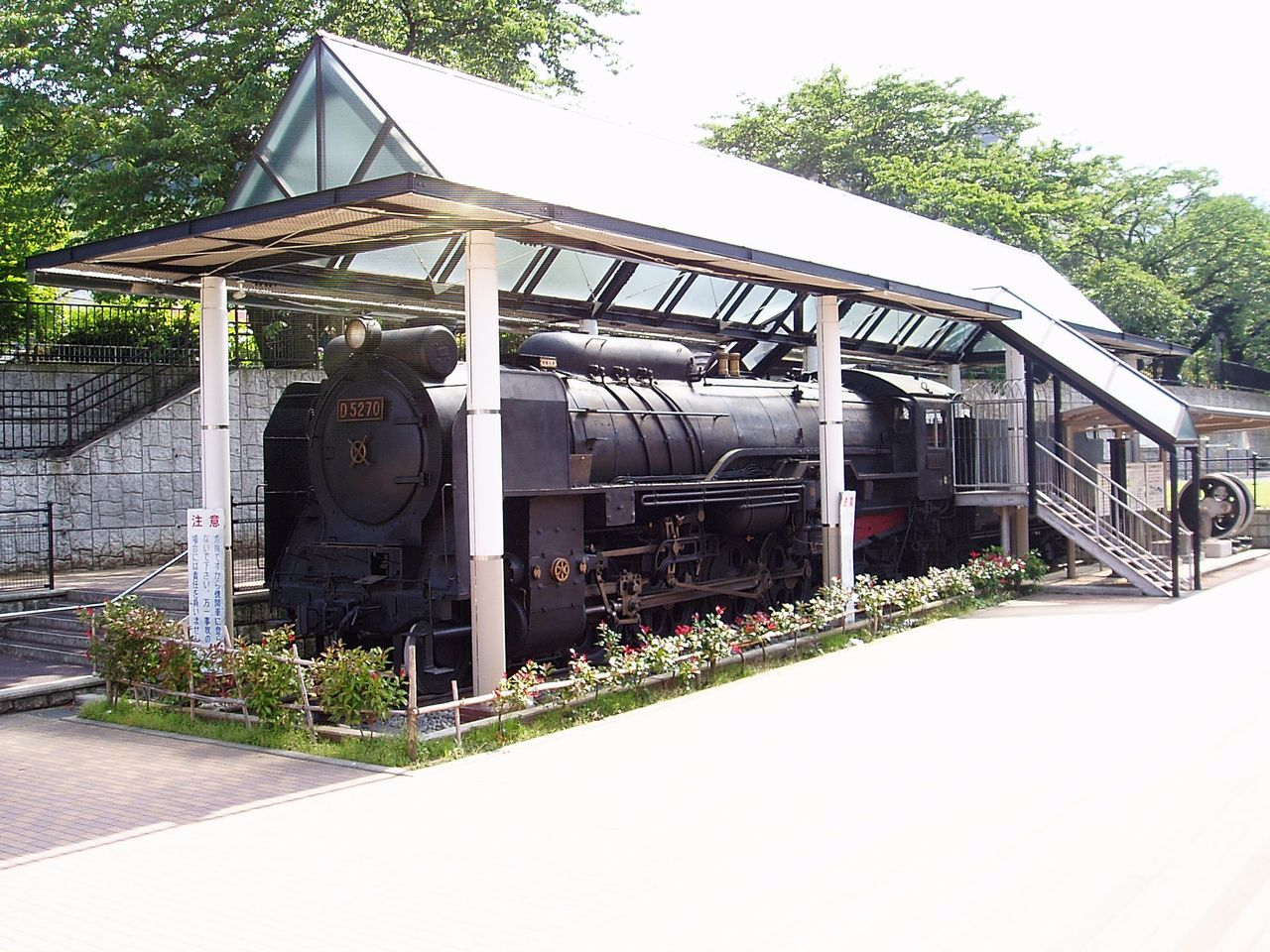
静態保存されているD52 70（2007年6月）

## 駅構造

### ホーム
島式ホーム1面2線を有する地上駅。ホーム北側が1番線、南側が2番線であり、基本的に1番線を上り列車、2番線を下り列車が使用する。かつては、現在あるホームの南側にも島式ホームが設置されていた。木造駅舎を有する。
ホームの外側に1本ずつ電化された側線があり、電車の夜間滞泊が行われている。
| 番線 | 路線        | 方向 | 行先             | 備考                  |
| ---- | ----------- | ---- | ---------------- | --------------------- |
| 1    | CB 御殿場線 | 上り | 松田・国府津方面 | ただし当駅始発は2番線 |
| 2    | CB 御殿場線 | 下り | 御殿場・沼津方面 | 一部列車は1番線       |

国府津方面からの折り返し列車は2番線で折り返す。2番線に折り返し列車が停車中の御殿場方面行きの列車は1番線を使用する。
明治、大正時代は国府津方に、南にカーブする形で、列車の暴走を防ぐための避難線（キャッチサイディング）が付けられていた。現在でも、山北駅の南方の街並みの中にはその痕跡が残っている所がある。

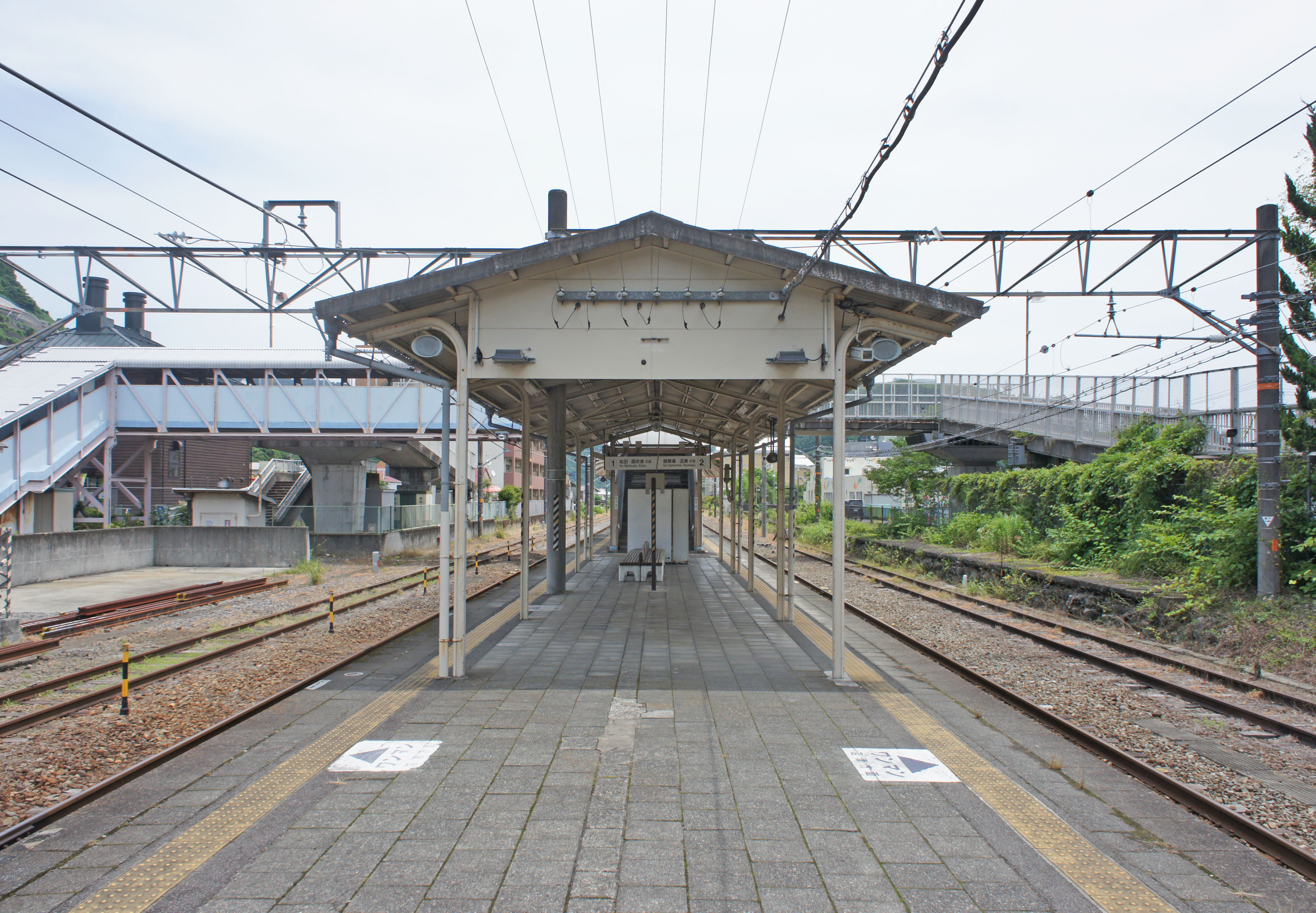
ホーム（2022年6月）
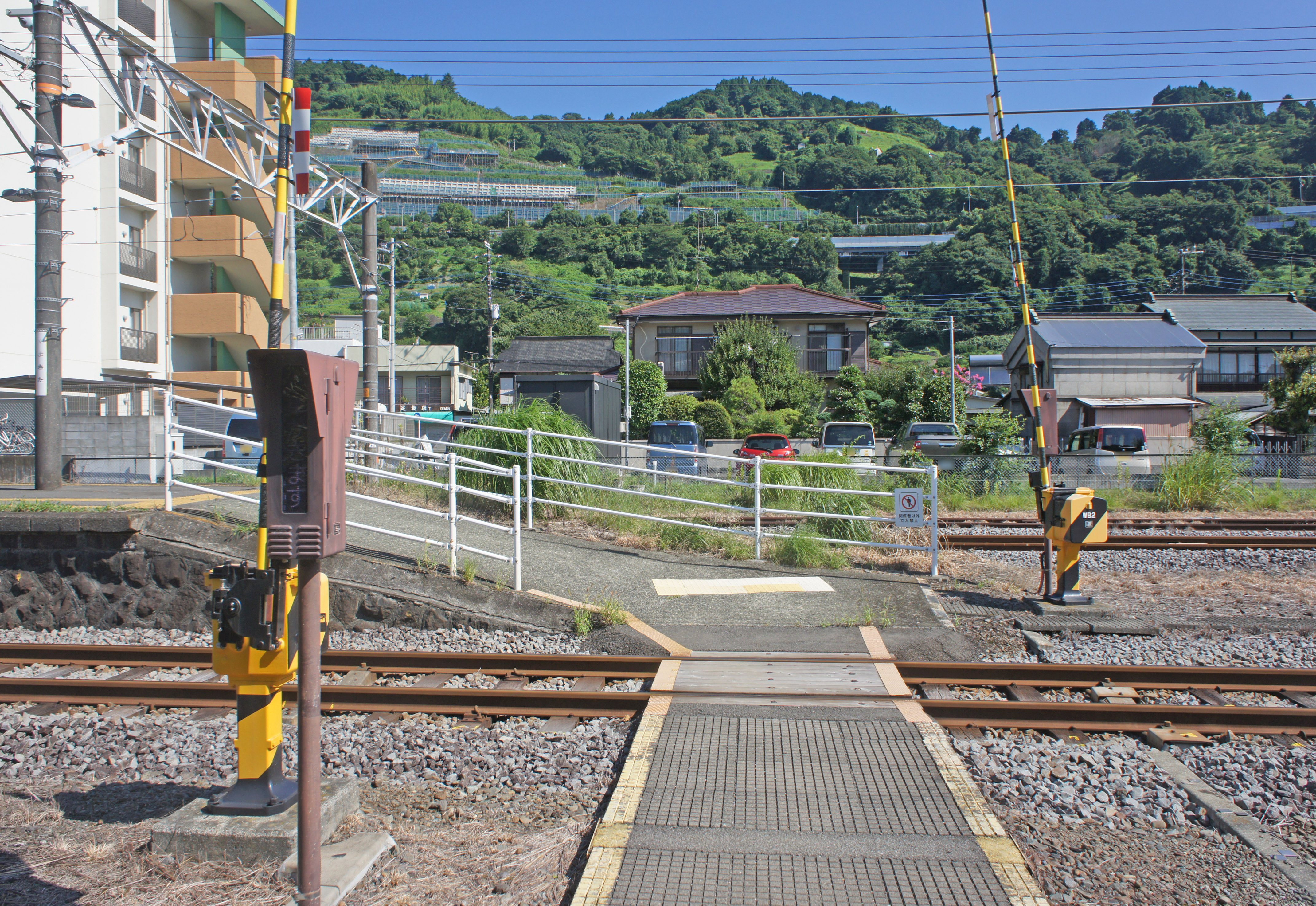
構内踏切（2022年7月）

### 駅舎・設備
駅の出入口は、構内北側と南側の2か所にあり、いずれもICカード入出場用の簡易TOICA改札機が設置されている。
構内北側の出入口は木造の駅本屋（駅舎）になっている。駅舎からホームへの移動用に、1番線を跨ぐ跨線橋が設置されている。
構内南側の出入口は、ホーム東端から構内踏切で2番線を渡った先にある。ホーム端部・出入口ともにスロープになっているので、段差なしでホームに上ることができる。
松田駅管理の簡易委託駅である。利用客の減少を受けて2012年3月17日のダイヤ改正においていったんは無人化されたが、自治体との協議の結果、地元のNPO法人「情緒豊かな町づくり」が山北町から委託をうけて運営することにより、5月26日に販売が再開された。ただし、マルスは設置されていないため、管理駅発行の簡易委託乗車券のみの販売となっている。
この切符販売の再開に際しては、事前の調査でよく利用されていた駅までの切符のみが販売されることになった。切符は管理駅のマルス端末で事前に出力した120mm券（発行日はゴム印で印字）のため、自動改札機は通ることができない。

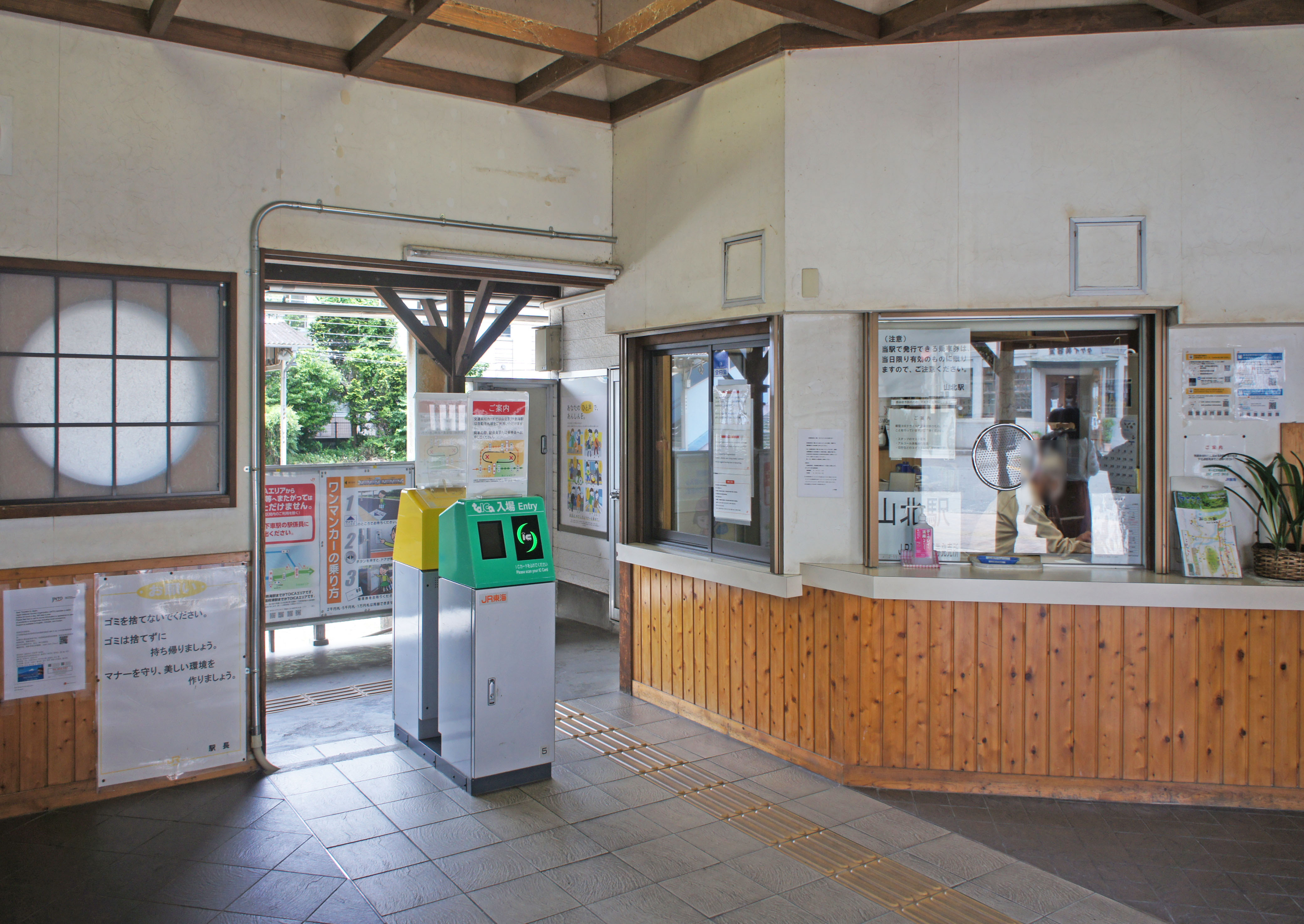
北口改札（2022年6月）
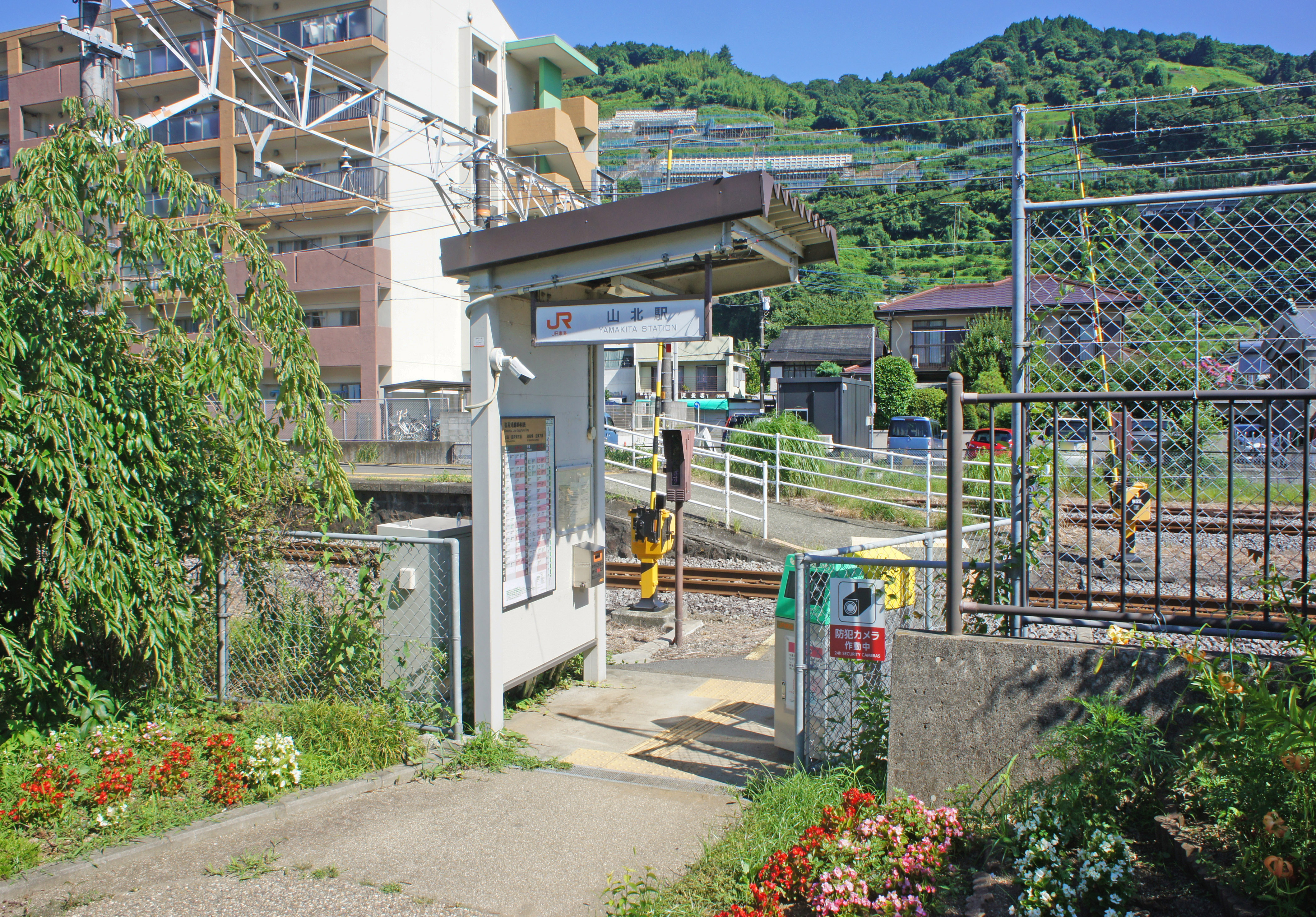
南口改札（2022年7月）

## 利用状況
「神奈川県県勢要覧」によると、2021年度（令和3年度）の1日平均乗車人員は451人である。
「山北町統計書」「神奈川県県勢要覧」によると、1997年度（平成9年度）以降の推移は以下のとおりである。
| 乗車人員推移       | 乗車人員推移     | 乗車人員推移             |
| 年度               | 1日平均 乗車人員 | 出典                     |
| ------------------ | ---------------- | ------------------------ |
| 1997年（平成09年） | 1,042            | [ 山北 1 ]               |
| 1998年（平成10年） | 1,008            | [ 山北 1 ]               |
| 1999年（平成11年） | 976              | [ 山北 1 ]               |
| 2000年（平成12年） | 953              | [ 山北 1 ]               |
| 2001年（平成13年） | 930              | [ 山北 1 ] [ 神奈川 2 ]  |
| 2002年（平成14年） | 894              | [ 山北 1 ] [ 神奈川 2 ]  |
| 2003年（平成15年） | 856              | [ 山北 1 ]               |
| 2004年（平成16年） | 812              | [ 山北 1 ]               |
| 2005年（平成17年） | 821              | [ 山北 1 ]               |
| 2006年（平成18年） | 806              | [ 山北 2 ] [ 神奈川 3 ]  |
| 2007年（平成19年） | 799              | [ 山北 2 ] [ 神奈川 3 ]  |
| 2008年（平成20年） | 791              | [ 山北 2 ] [ 神奈川 4 ]  |
| 2009年（平成21年） | 784              | [ 山北 2 ] [ 神奈川 4 ]  |
| 2010年（平成22年） | 740              | [ 山北 2 ] [ 神奈川 5 ]  |
| 2011年（平成23年） | 687              | [ 山北 2 ] [ 神奈川 5 ]  |
| 2012年（平成24年） | 634              | [ 山北 2 ] [ 神奈川 6 ]  |
| 2013年（平成25年） | 651              | [ 山北 2 ] [ 神奈川 6 ]  |
| 2014年（平成26年） | 647              | [ 山北 2 ] [ 神奈川 7 ]  |
| 2015年（平成27年） | 618              | [ 山北 2 ] [ 神奈川 7 ]  |
| 2016年（平成28年） | 578              | [ 山北 2 ] [ 神奈川 8 ]  |
| 2017年（平成29年） | 574              | [ 山北 3 ] [ 神奈川 8 ]  |
| 2018年（平成30年） | 561              | [ 山北 4 ] [ 神奈川 9 ]  |
| 2019年（令和元年） | 558              | [ 山北 5 ] [ 神奈川 10 ] |
| 2020年（令和02年） | 443              | [ 山北 5 ] [ 神奈川 1 ]  |
| 2021年（令和03年） | 451              | [ 神奈川 1 ]             |

## 駅周辺
- 丹沢湖
- 山北鉄道公園[15]
- 山北町役場
- 山北町中央公民館
- 足柄消防組合東消防署山北分署
- 山北郵便局
- 国道246号
- 東名高速道路

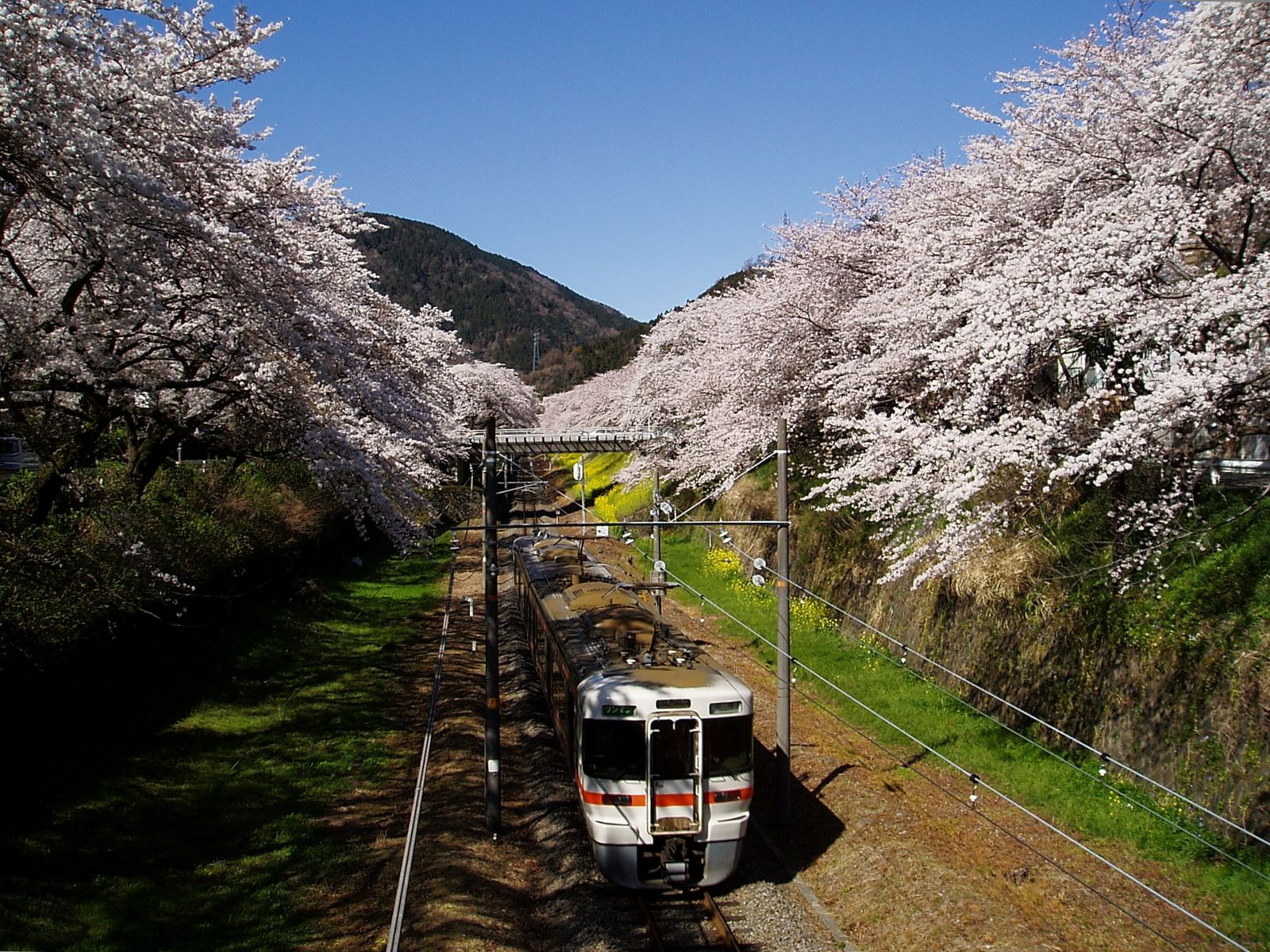
山北の桜並木

- 山北町健康福祉センター SAKURAふれあいの郷
- 山北の桜並木
- 山北町立山北中学校

## バス路線
「山北駅」停留所にて、以下の路線バスが発着する。
- 富士急モビリティ
  - 松62：西丹沢自然教室
  - 松64：中川温泉
  - 松75：大野山登山口 ※春・秋の土休日のみ（2014年は3月15日から運行）
  - 松62・松64・松66・松75：新松田駅
- 山北町循環バス
  - 西部循環
  - 南部循環（西回り）
  - 東部循環
  - 南部循環（東回り）

## 隣の駅
東海旅客鉄道（JR東海）
CB 御殿場線
東山北駅 (CB05) - 山北駅 (CB06) - 谷峨駅 (CB07)

### 記事本文